# Liste der Baudenkmäler im Stadtbezirk Münster-Süd-Ost
Die Liste der Baudenkmäler im Stadtbezirk Münster-Süd-Ost enthält die denkmalgeschützten Bauwerke auf dem Gebiet des Stadtbezirks Münster-Süd-Ost in Nordrhein-Westfalen (Stand: 30. Juni 2015). Diese Baudenkmäler sind in der Denkmalliste der Stadt Münster eingetragen; Grundlage für die Aufnahme ist das Denkmalschutzgesetz Nordrhein-Westfalen (DSchG NRW).

## Denkmäler

### Straßen mit A
| Bild            | Bezeichnung                       | Lage                                            | Beschreibung | Bauzeit           | Eingetragen seit | Denkmal- nummer |
| --------------- | --------------------------------- | ----------------------------------------------- | --- | ----------------- | ---------------- | --------------- |
| BW              | York-Kaserne                      | Gremmendorf Albersloher Weg 450 Karte           | Ehemalige Luftnachrichtenkaserne, später Kaserne der Britischen Rheinarmee | ca. 1936          |                  |                 |
| BW              | Speicher                          | Wolbeck Alter Postweg 45a Karte                 | Speicher (Fachwerk) | um 1800           |                  |                 |
| Fronhof         | Fronhof                           | Wolbeck Alverskirchener Str. 10 Karte           | Villa, Torpfeiler zum Park, Brücke, Gartenhäuser |                   |                  |                 |
| BW              | Fronhof                           | Wolbeck Alverskirchener Str. 12, 12a, 12b Karte | Ökonomiegebäude als Dreiflügelanlage und östlich vorgelagerter Trakt |                   |                  |                 |
| BW              | Verwalterhaus                     | Wolbeck Alverskirchener Str. 25 Karte           | Verwalterhaus |                   |                  |                 |
| BW              | Kreuzigungsgruppe                 | Angelmodde bei Am Schütthook 97 Karte           | Kreuzigungsgruppe | um 1900           |                  |                 |
| Fachwerkgebäude | Fachwerkgebäude                   | Wolbeck Am Steintor 4 Karte                     | Fachwerkgebäude | 2. Hälfte 18. Jh. |                  |                 |
| weitere Bilder  | Drostenhof                        | Wolbeck Am Steintor 5 Karte                     | Der älteste Teil des Gebäudes von 1545 ist das mit Erkern verzierte Torhaus. Dahinter befindet sich das 1557 errichtete Herrenhaus, ein Backsteinbau im Stil der Frührenaissance. Es ist mit zwei Treppengiebeln ausgestattet, die in der Senkrechten von Pilastern aufgeteilt werden. Die Backsteinwände sind durch andersfarbige Steine mit rautenförmigen Mustern verziert. Ein schlanker Treppenturm ist der Fassade vorgesetzt. Torhaus (1545–1547) und Herrenhaus (1554–1557) sind geschützt. | ab 1545           |                  |                 |
| Vordergebäude   | Vordergebäude                     | Wolbeck Am Steintor 50 Karte                    | Vordergebäude der Bezirksverwaltung | 1923              |                  |                 |
| BW              | Hof Vornholt, Wegekapelle Madonna | Wolbeck-Angelmodde Angelmodder Weg 82 Karte     | Wegekapelle Madonna | 1877              |                  |                 |
| BW              | Fachwerkgebäude                   | Wolbeck-Angelmodde Angelmodder Weg 94 Karte     | Fachwerkgebäude | 1831              |                  |                 |
| BW              | Gaststätte Kinnenbrock            | Wolbeck-Angelmodde Angelstraße 2 Karte          | Gaststätte | um 1915           |                  |                 |
| BW              | Pestalozzischule                  | Loddenheide Anton-Knubel-Weg 10, 12 Karte       | Ehemalige Volksschule, sogenannte Idaschule | 1936              |                  |                 |

### Straßen mit B
| Bild           | Bezeichnung | Lage                           | Beschreibung         | Bauzeit | Eingetragen seit | Denkmal- nummer |
| -------------- | ----------- | ------------------------------ | -------------------- | ------- | ---------------- | --------------- |
| weitere Bilder | Gasometer   | Loddenheide Boelckeweg 3 Karte | Ehemaliger Gasometer |         |                  |                 |

### Straßen mit D
| Bild            | Bezeichnung     | Lage                                 | Beschreibung    | Bauzeit | Eingetragen seit | Denkmal- nummer |
| --------------- | --------------- | ------------------------------------ | --------------- | ------- | ---------------- | --------------- |
| Fachwerkgebäude | Fachwerkgebäude | Wolbeck Drostenhofstraße 12/14 Karte | Fachwerkgebäude | um 1800 |                  |                 |
| Fachwerkgebäude | Fachwerkgebäude | Wolbeck Drostenhofstraße 16 Karte    | Fachwerkgebäude | um 1800 |                  |                 |

### Straßen mit G
| Bild | Bezeichnung | Lage                                    | Beschreibung        | Bauzeit      | Eingetragen seit | Denkmal- nummer |
| ---- | ----------- | --------------------------------------- | ------------------- | ------------ | ---------------- | --------------- |
|      | Speicher    | Angelmodde Gallitzinstraße              | Versetzter Speicher | um 1650/1975 |                  |                 |
| BW   | Wohnhaus    | Gremmendorf Gremmendorfer Weg 91 Karte  | Wohnhaus            | 1935/1936    |                  |                 |
| BW   | Wegekreuz   | Gremmendorf Gremmendorfer Weg 210 Karte | Wegekreuz           | 1916         |                  |                 |

### Straßen mit H
| Bild            | Bezeichnung             | Lage                                 | Beschreibung | Bauzeit       | Eingetragen seit | Denkmal- nummer |
| --------------- | ----------------------- | ------------------------------------ | --- | ------------- | ---------------- | --------------- |
| weitere Bilder  | St. Nikolaus            | Wolbeck Herrenstraße 22a Karte       | Der gotische Ursprungsbau der katholischen Pfarrkirche St. Nikolaus wurde im 13. Jahrhundert errichtet. Vorbild für die Kirche war die Minoritenkirche in Münster. Der untere Teil des Turmes ist romanisch und wurde ebenfalls im 13. Jahrhundert errichtet. Im 17. Jahrhundert erhielt der Turm einen barocken Aufbau. Östlich an die Kirche schließt sich eine Kapelle an. Sie wurde im 18. Jahrhundert errichtet. Es handelt sich dabei um die alte Sakristei, die die Gruft der Grafen von Merveldt beherbergt. | 13. Jh.       |                  |                 |
| Haus Dahl       | Haus Dahl               | Angelmodde Hiltruper Straße 85 Karte | Barockpavillon und Fachwerkflügel (um 1713/1778 und 19. Jahrhundert) | ab 1713       |                  |                 |
| Fachwerkgebäude | Fachwerkgebäude         | Wolbeck Hofstraße 18 Karte           | Fachwerkgebäude | 1880          |                  |                 |
| Fachwerkgebäude | Fachwerkgebäude         | Wolbeck Hofstraße 20 Karte           | Fachwerkgebäude | um 1880       |                  |                 |
| Fachwerkgebäude | Fachwerkgebäude         | Wolbeck Hofstraße 28 Karte           | Fachwerkgebäude | 18. Jh.       |                  |                 |
| BW              | Translozierter Speicher | Wolbeck Hofstraße 28 Karte           | Translozierter Speicher | 1686          |                  |                 |
| Fachwerkgebäude | Fachwerkgebäude         | Wolbeck Hofstraße 48 Karte           | Fachwerkgebäude |               |                  |                 |
| BW              | Wohnhaus                | Angelmodde Homannstraße 52 Karte     | Ziegel-Speicher | Mitte 19. Jh. |                  |                 |

### Straßen mit K
| Bild                              | Bezeichnung                       | Lage                            | Beschreibung | Bauzeit        | Eingetragen seit | Denkmal- nummer |
| --------------------------------- | --------------------------------- | ------------------------------- | --- | -------------- | ---------------- | --------------- |
| weitere Bilder                    | Pfarrkirche St. Agatha            | Angelmodde Kirchplatz 1 Karte   | Die Kirche ist eine der wenigen romanischen Dorfkirchen im Münsterland, die noch einen annähernd ursprünglichen Eindruck vermitteln. Der kleine romanische Saal zu zwei Jochen und einem niedrigen quadratischen Chor wurde am Ende des 12. oder am Anfang des 13. Jahrhunderts errichtet. Der Westturm wirkt gedrungen, die kleine Apsis ist flachrund gehalten. Bei der Restaurierung von 1953 bis 1957 wurden die Fenster wieder ihrer ursprünglichen Größe angenähert. Erneut wurde von 1978 bis 1979 renoviert. Die verputzten Bruchsteinmauern sind durch kleine Rundbogenfenster, der Turm ist durch Biforienfenster gegliedert. Das westliche Portal mit eingestellten Säulen ist wohl aus der Zeit um 1200, es wurde erneuert. Die Kreuzgratgewölbe im Langhaus ruhen auf kräftigen, kreuzförmigen Wandpfeilern und breiten Schild- und Gurtbögen. Die Kämpfer der Pfeiler sind mit Schachbrettmuster oder attischem Profil verziert. Die Bleiglasfenster wurden von 1957 bis 1958 nach Entwürfen von Vincenz Pieper angefertigt. | 1174–1203      |                  |                 |
| Grabmal der Fürstin von Gallitzin | Grabmal der Fürstin von Gallitzin | Angelmodde Kirchplatz 1 Karte   | Das Grabmal liegt an der Südwand der Pfarrkirche St. Agatha. | 1806           |                  |                 |
| BW                                | Fachwerkgebäude                   | Angelmodde Kirchplatz 2 Karte   | Fachwerkgebäude | nach 1831      |                  |                 |
| BW                                | Haus Reithaus                     | Wolbeck Kreuzbach 230 Karte     | Fachwerkspeicher (18. Jahrhundert), Inselspeicher (1795/1870), Haupthaus (1870) | ab dem 18. Jh. |                  |                 |
| BW                                | Bildstock                         | Wolbeck bei Kreuzbach 230 Karte | Bildstock | 17. Jh.        |                  |                 |
| BW                                | Haus Möllenbeck                   | Wolbeck Kreuzbach 326 Karte     | Herrenhaus (1789/1860), Scheune (1. Hälfte 19. Jahrhundert) | ab 1789        |                  |                 |

### Straßen mit L
| Bild | Bezeichnung       | Lage                                       | Beschreibung | Bauzeit | Eingetragen seit | Denkmal- nummer |
| ---- | ----------------- | ------------------------------------------ | --- | ------- | ---------------- | --------------- |
| BW   | Kreuzigungsgruppe | Gremmendorf Lindberghweg 131 Karte         | bei Hof Elberich | 1909    |                  |                 |
| BW   | Haus Lütkenbeck   | Gremmendorf Lütkenbecker Weg 100/101 Karte | Haus Lütkenbeck (1695), ehemalige Gartenanlage und Gräfte, ist eine ehemalige Wasserburg. Die Gebäude, im Südosten der Stadt nahe dem Hafen am Lütkenbecker Weg gelegen, sind der Rest einer in den Jahren von 1695 bis 1720 errichteten barocken Anlage. Die Kapelle des Hauses wird noch für Gottesdienste und Konzerte genutzt. | 1695    |                  |                 |
| BW   | Scheune           | Gremmendorf Lütkenbecker Weg 101 Karte     | Scheune | um 1920 |                  |                 |

### Straßen mit M
| Bild        | Bezeichnung | Lage                           | Beschreibung                            | Bauzeit           | Eingetragen seit | Denkmal- nummer |
| ----------- | ----------- | ------------------------------ | --------------------------------------- | ----------------- | ---------------- | --------------- |
| Bildstock   | Bildstock   | Wolbeck Mühlendamm 1 Karte     | Bildstock                               | 1766              |                  |                 |
| BW          | Wohngebäude | Wolbeck Münsterstraße 16 Karte | Wohngebäude                             | 1. Hälfte 19. Jh. |                  |                 |
| Wohngebäude | Wohngebäude | Wolbeck Münsterstraße 19 Karte | Wohngebäude                             | 1662/1859         |                  |                 |
| Wohngebäude | Wohngebäude | Wolbeck Münsterstraße 33 Karte | Fachwerkhaus einschließlich Ausstattung | 1676              |                  |                 |
| Wohngebäude | Wohngebäude | Wolbeck Münsterstraße 51 Karte | Wohngebäude                             | 1912              |                  |                 |

### Straßen mit N
| Bild            | Bezeichnung     | Lage                       | Beschreibung    | Bauzeit | Eingetragen seit | Denkmal- nummer |
| --------------- | --------------- | -------------------------- | --------------- | ------- | ---------------- | --------------- |
| Fachwerkgebäude | Fachwerkgebäude | Wolbeck Neustraße 16 Karte | Fachwerkgebäude |         |                  |                 |

### Straßen mit S
| Bild                                         | Bezeichnung                                  | Lage                                                                              | Beschreibung | Bauzeit   | Eingetragen seit | Denkmal- nummer |
| -------------------------------------------- | -------------------------------------------- | --------------------------------------------------------------------------------- | --- | --------- | ---------------- | --------------- |
| Siedlung Schlesienstraße, Straßen und Plätze | Siedlung Schlesienstraße, Straßen und Plätze | Angelmodde Schlesienstraße 20–28 (gerade), 29–32 (ungerade), 34–90 (gerade) Karte | In den Jahren 1963–65 entstand mit der „Teppichsiedlung Schlesienstraße“ ein einzigartiges Gesamtensemble von Häusern, Plätzen und Wegflächen. Die Anlage am Stadtrand von Münster umfasst auf 2,5 ha 36 flachgedeckte Gartenhofhäuser und ein viergeschossiges Mehrfamilienhaus, das auch gemeinsam genutzte Einrichtungen wie Antennen- und Heizungsanlage beinhaltet. Durch die verschachtelte Anordnung der Bungalows und die geringen aber geschickt ausgenutzten Freiflächen wurde das Eigenheim auf eng bemessenem Raum ermöglicht. So haben die Häuser Wohnflächen von 80 bis 250 m² bei Grundstücksflächen zwischen 180 und 450 m². Die Wohnräume liegen jeweils im Gebäudewinkel und sind entweder zum Waldrand oder zu einem allseitig umschlossenen Wohnhof ausgerichtet, um keine Einblicke von außen in die Wohnbereiche zu ermöglichen. Diese Bauweise, die den Rückzug ins Private ermöglichte, war Ausdruck des Zeitgeists der frühen 1960er Jahre. Bemerkenswert ist auch der einheitliche weiße Putz der Häuser, der Abschluss mit einer grauen Betonattika, die schlanken Aluminiumprofile für Türen und Fenster, Hauseingänge mit Schiebetüren und mit der Außenwand bündige Fensterprofile. Die bis heute weitgehend erhalten gebliebene einheitliche Erscheinung des Wohngebiets ist vor allem auf die von den Architekten im Kaufvertrag festgelegten Vereinbarungen zu Material und Details der äußeren Gestaltung zurückzuführen. 1968 erhielt die Wohnanlage den erstmals vergebenen Preis des Bundes Deutscher Architekten (BDA). Die Häuser - Schlesienstraße 20–28 (gerade), 29–32 (ungerade), 34–90 (gerade) – stehen auch einzeln unter Denkmalschutz. | 1963–1965 |                  |                 |

### Straßen mit T
| Bild              | Bezeichnung             | Lage                             | Beschreibung                                                                                            | Bauzeit | Eingetragen seit | Denkmal- nummer |
| ----------------- | ----------------------- | -------------------------------- | --- | ------- | ---------------- | --------------- |
| weitere Bilder    | Ehemaliger Tiergarten   | Wolbeck Tiergarten 4 Karte       | Tiergartengelände, Grenzumwallung, Jagdpavillon (1712), Fachwerkremise (19. Jahrhundert) und Grenzstein |         |                  |                 |
| weitere Bilder    | Torpfeiler an der Angel | Wolbeck Tiergarten Karte         | Torpfeiler                                                                                              | um 1880 |                  |                 |
| Wohnhaus          | Wohnhaus                | Angelmodde Twenhövenweg 36 Karte | Wohnhaus                                                                                                | 1939    |                  |                 |
| Haus Kissenkötter | Haus Kissenkötter       | Angelmodde Twenhövenweg 40 Karte | Wohnhaus                                                                                                | 1936    |                  |                 |

### Straßen mit V
| Bild | Bezeichnung | Lage                               | Beschreibung | Bauzeit | Eingetragen seit | Denkmal- nummer |
| ---- | ----------- | ---------------------------------- | ------------ | ------- | ---------------- | --------------- |
| BW   | Idaschule   | Gremmendorf Voernste Esch 19 Karte | Idaschule    |         |                  |                 |

### Straßen mit Z
| Bild           | Bezeichnung    | Lage                                | Beschreibung   | Bauzeit | Eingetragen seit | Denkmal- nummer |
| -------------- | -------------- | ----------------------------------- | -------------- | ------- | ---------------- | --------------- |
| Friedenskirche | Friedenskirche | Gremmendorf Zum Erlenbusch 17 Karte | Friedenskirche | 1952    |                  |                 |